# Rördrommar
Rördrommar (Botaurus) är ett släkte inom familjen hägrar (Ardeidae). Släktet finns representerat på alla kontinenter utom Antarktis. 

## Beskrivning
Rördrommar är satta mycket små till stora hägrar med brunaktig fjäderdräkt. De häckar i bladvassar i våtmarker och är där välkamouflerade och tillbakadragna. Vid fara ställer de sig helt stilla med huvud och näbb riktade rakt upp i en så kallad pålställning vilket gör dem än mer svårsedda och trots sin storlek är de svårobserverade så tillvida att man inte får höra deras sång eller möjligtvis se dem flyga.
Som andra arter inom familjen utgör deras föda främst av fisk och kräldjur.

## Arter i släktet
Släktet omfattar elva arter, varav en är nyligen utdöd:
- Strimryggig dvärgrördrom (B. involucris)
- Amerikansk dvärgrördrom (B. exilis)
- Australisk rördrom (B. poiciloptilus)
- Rördrom (B. stellaris)
- Amerikansk rördrom (B. lentiginosus)
- Strimmig rördrom (B. pinnatus)
- Svart rördrom (B. flavicollis)
- Kanelrördrom (B. cinnamomeus)
- Kastanjerördrom (B. eurhythmus)
- Pygmérördrom (B. sturmi)
- Dvärgrördrom (B. minutus)
- Kinesisk dvärgrördrom (B. sinensis)
- Nyazeelanddvärgrördrom (B. novaezelandiae) – utdöd
- Svartryggig dvärgrördrom (B. dubius)

Fram tills nyligen begränsades Botaurus till de fyra första arterna, medan de övriga placerades i Ixobrychus. Detta släkte inkluderas sedan 2024 i Botaurus baserat på genetiska studier. Redan 1987 visade Sheldon med hjälp av DNA-DNA-hybridisering att amerikansk dvärgrördrom står närmare amerikansk rördrom snarare än de två andra Ixobrychus-arterna i studien (kanelrördrom och dvärgrördrom). I Päckert m.fl. (2014) som använde DNA-streckkodning stod amerikansk dvärgrördrom närmare de tre Botaurus-arterna i studien snarare än de övriga Ixobrychus-arterna.
Hruska m.fl. (2023), den hittills mest omfattande genetiska studien av hägrar, bekräftar systerskapet mellan amerikansk dvärgrördrom och Botaurus-rördrommarna, men också att den likaledes amerikanska arten strimryggig dvärgrördrom står närmare denna grupp än övriga dvärgrördrommar. Amerikansk dvärgrördrom och även strimryggig dvärgrördrom skulle därför kunna brytas ut i egna släkten, alternativt flyttas till Botaurus. Med tanke på amerikanska dvärgrördrommens likhet med typarten för Ixobrychus dvärgrördrommen, så pass att de tidigare har behandlats som en och samma art, anses en bättre lösning vara att inkludera alla dvärgrördrommar i Botaurus. Att så olikstora arter ryms i ett och samma släkte kan förklaras med att evolutionen i denna grupp gått relativt fort, där stora arter utvecklats snabbt ur mindre.

### Fossil
- Botaurus hibbardi

## Bildgalleri

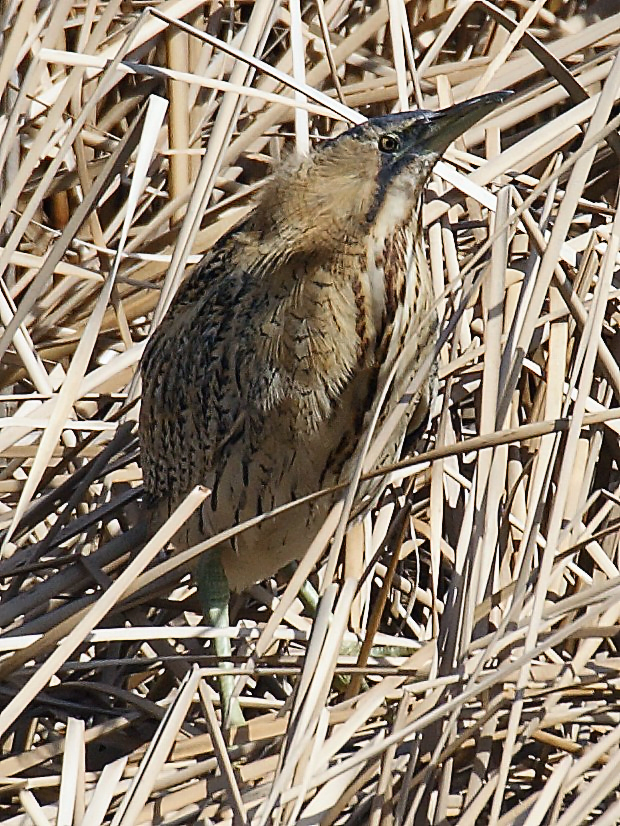
Rördrom (Botaurus stellata)
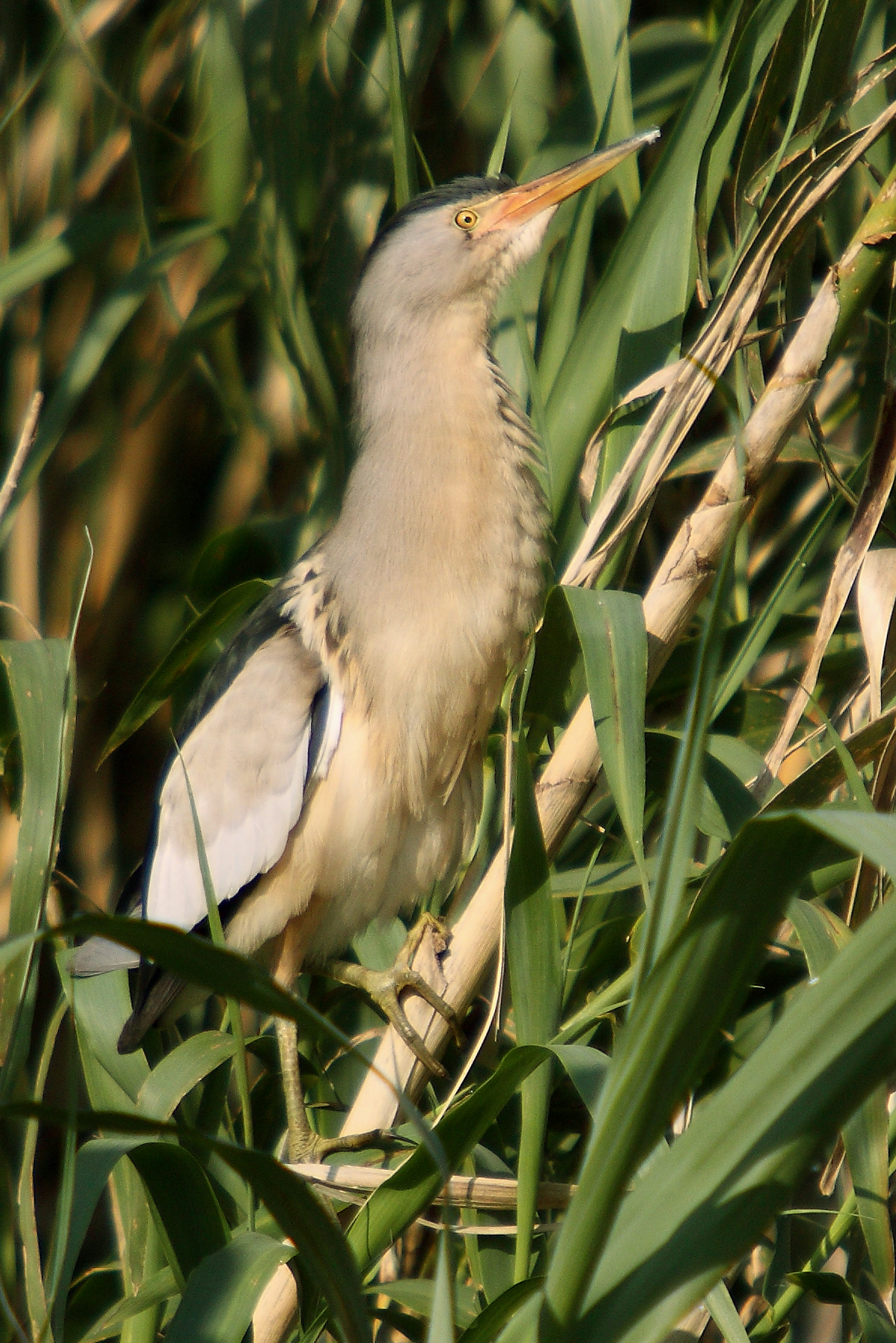
Dvärgrördrom (Botaurus minutus)
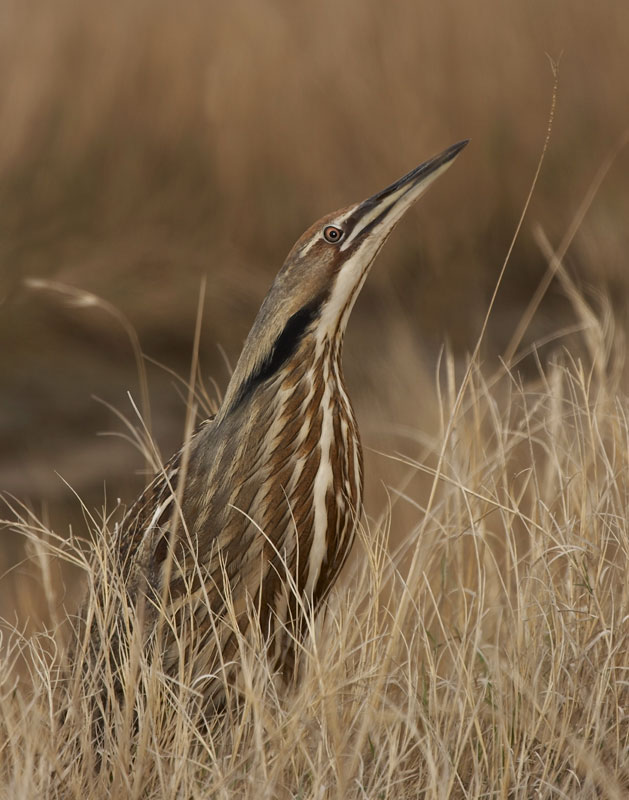
Amerikansk rördrom (Botaurus lentiginosus)